# Stazione di Appiano
Stazione di Appiano vasútállomás Olaszországban, Róma Balduina városrészében.

## Vasútvonalak
Az állomást az alábbi vasútvonalak érintik:
- Viterbo–Róma-vasútvonal

## Kapcsolódó állomások
A vasútállomáshoz az alábbi állomások vannak a legközelebb:
- Stazione di Valle Aurelia (Stazione di Roma Tiburtina, FL3)
- Stazione di Roma Balduina (Stazione di Viterbo Porta Fiorentina, FL3)